# Serica cuyamaca
Serica cuyamaca är en skalbaggsart som beskrevs av Saylor 1939. Serica cuyamaca ingår i släktet Serica och familjen Melolonthidae. Inga underarter finns listade i Catalogue of Life.